# Научно-исследовательский институт санитарного просвещения
Научно-исследовательский институт санитарного просвещения — организация здравоохранения в СССР.

## История
Институт санитарной культуры Мосздравотдела был создан в Москве 1928 году. Позднее преобразован в Центральный научно-исследовательский институт санитарного просвещения Наркомздрава СССР (1938 г.) 
Цель — проведение научных исследований и методическая деятельность в сфере санитарного просвещения населения.

## Предпосылки создания института
Привлечение населения к охране здоровья и повышение санитарной грамотности пропагандировали многие общественные деятели России:
- в 1877 году организовано «Русское общество сохранения народного здравия»,
- в 1894 году учреждена «Комиссия по распространению гигиенических знаний в народе при Обществе русских врачей им. Пирогова».

Одной из самых известных организаций в сфере народного просвещения, в том числе в вопросах санитарии и гигиены был Комитет сестёр милосердия Красного креста (с 1893 г. «Община св. Евгении» в честь попечительницы — Светлейшей княжны Евгении Максимилиановна Романовской).
«Община Святой Евгении» большими тиражами выпускала открытые письма (открытки), которые создавались популярными художниками: И. Е. Репин, В. М. Васнецов, А. Н. Бенуа, К. Е. Маковский и др. Просветительские плакаты для «Общины св. Евгении» рисовали Л. Бакст, Д. Митрохин, С. Яремич.
На полученные от продаж печатной продукции деньги строились больницы, содержались приюты, подготовительные курсы для сестер милосердия.
После Революции 1917 года пропаганда санитарных и гигиенических знаний приобрела систематический характер и государственный масштаб.

## Деятельность ЦНИИ санитарного просвещения в довоенные годы
В 1919 году создан отдел санитарного просвещения при Наркомздраве РСФСР. Перед ним поставили следующие задачи: борьба с эпидемиями, пропаганда гигиены, профилактика, улучшение условий труда, охрана материнства и детства.
Большими тиражами издавались памятки, агитационные и сатирические плакаты, к созданию которых привлекались известные художники (В. Н. Дени, Д. С. Моор) и поэты (Демьян Бедный, В. В. Маяковский «Окна РОСТа»).
В сентябре 1928 года организовывается Институт санитарной культуры Мосздравотдела, с 1938 г. — Центральный научно-исследовательский институт санитарного просвещения.
В 1930—1940 гг. Институт работает над включением разделов санитарии и гигиены в школьные программы и учебные планы, в профессиональную подготовку рабочих и колхозников.
Под контролем Института на санитарные темы ставилось множество агитационных спектаклей (живые спектакли «Голубая блуза»). , в них играли знаменитые актёры: Н. Хмелев, В. Топорков, Р. Симонов, Михаил Гаркави .

## Деятельность ЦНИИ санитарного просвещения в годы ВОВ
В 1941—1945 гг. в задачи Института входила подготовка населения к санитарной обороне, профилактика эпидемий и борьба с инфекциями, пропаганда донорства, распространение знаний по санитарно-химической защите.
Институтом проводились лекции, беседы на санитарную пропаганду в эвакогоспиталях, гигиеническое обучение в Красной Армии, санитарное обучение рабочих оборонных заводов и строек. Одной из задач была забота о здоровье детей и женщин-тружениц.
Из-за дефицита бумаги памятки и плакаты выпускали на обрезках и демонстрировали на киноэкранах, в виду закрытия и эвакуации типографий создавались трафареты и штампы.

## Деятельность ЦНИИ санитарного просвещения после ВОВ
Для ликвидации санитарных последствий ВОВ, соблюдения гигиены труда и быта, режима питания и отдыха людей в коллектив Центрального института санитарного просвещения входят лучшие специалисты разных профессий.
Так, выдающийся ученый-медик Фаня Исааковна Зборовская знаменитый советский педиатр и гигиенист, долгое время работала в Институте старшим научным сотрудником.
В послевоенные года Центральный институт санитарного просвещения продолжает приглашать известных деятелей культуры. Многие работы в сфере санитарной пропаганды отмечены наградами:
М/ф «Непьющий воробей» (Басня С. Михалков, Союзмультфильм) награждён золотой медалью на II Международном конкурсе санитарно-просветительных фильмов в Варне (Болгария), 1965 г.
Первые премии на международных конкурсах санитарно-просветительных фильмов получили фильмы: «Каждая женщина должна это знать», «Не кашей единой», «Особо опасные».
Золотой медали и «Гран-при» удостоены на международных выставках плакаты, посвященные профилактике заболеваний, вреду курения и алкоголя.
В 1958 году Институт санитарного просвещения выпустил серию плакатов с рисунками К. В. Зотова и стихами Н. П. Найденовой о гигиене для детей. В 1979 году Институтом санитарного просвещения была организована выставка «Не губи свое будущее», в состав которой входила серия плакатов художника Е. А. Верлоцкого о вреде алкоголя.

## Театр санитарного просвещения
Экспериментальный театр отделения санитарного просвещения Московского губернского отдела здравоохранения был образован в 1924 году. После создания в 1928 году Института санитарной культуры театр вошел в систему его учреждений.
Театр являлся одной из форм санитарного просвещения, в его задачи входили пропаганда и популяризация в художественной форме методов оздоровления труда и быта. С этой целью ставились пьесы на медицинские темы, проводились театрализованные лекции и беседы, санитарные суды, представления «Синей блузы» и др.
В репертуаре театра классические произведения М. Горького, усмешки О. Вишни, спектакли про медиков Ю. Германа. Художественным руководителем театра в 1945—1946 годах был Ю. А. Завадский. В 1947 году театр Центрального института санитарного просвещения был ликвидирован по причине отсутствия необходимого репертуара.
С 1 января 1989 г. служба санитарного просвещения реорганизована в службу формирования здорового образа жизни.
Основными участниками реализации данного направления являются центры здоровья, кабинеты (отделения) медицинской профилактики поликлиник для взрослых, кабинеты по воспитанию здорового ребёнка в детских поликлиниках, «школы материнства» женских консультаций.

## Санитарное просвещение в мире
Секция «Санитарное просвещение» в структуре Всемирной организации здравоохранения начала свою деятельность в 1949 году. Вместе с ней, вопросами санитарного просвещения занимаются ЮНЕСКО и Международный союз санитарного просвещения.